# Bibrokatol
Bibrokatol (łac. bibrocatholum) – organiczny związek chemiczny stosowany w leczeniu chorób oczu, dezynfekcji ran i oparzeń. Podobnie jak inne związki bizmutu wykazuje działanie odkażające, ściągające i przeciwzapalne. Używany w okulistycznych postaciach leku (krople do oczu, maści do oczu) w zakresie stężeń 1–5%. W polskim lecznictwie mało znany i prawie niestosowany.

## Preparaty
Maści do oczu:
- Posiformin
- Bibrocathol POS (jedyny preparat dostępny w Polsce, stan na 2023 r.)[2]